# Lewis H. Brereton
Pour les articles homonymes, voir Brereton.
Lewis Hyde Brereton, né le 21 juin 1890 à Pittsburgh et mort le 20 juillet 1967 à Washington, est un général et un pionnier de l'aviation militaire américain. Pendant la Seconde Guerre mondiale, il fut général dans l'United States Army Air Forces

## Biographie
Brereton fut diplômé de l'US Naval Academy en 1911 et fut l'un des premiers diplômés de la Signal Corps Aviation School en 1913 (école des troupes de transmission de l'armée de l'air).
Durant la Première Guerre mondiale, Brereton commanda le 12e escadron aérien (Aero Squadron), l'une des premières unités aériennes sur le front ouest. Il devint chef de l'aviation du premier corps de l'armée américaine. Après l'armistice, il fut nommé chef de l'état-major dans les quartiers généraux de l'Air Service de la troisième armée.

### Seconde Guerre mondiale
Au début de la Seconde Guerre mondiale, Brereton fut commandant des forces aériennes en Extrême-Orient (FEAF) aux Philippines. Après l'attaque de Pearl Harbor, il demanda l'attaque immédiate des bases japonaises à Taïwan. Le général Douglas MacArthur s'y opposa et la FEAF fut plus tard détruite au sol.
Au début de l'année 1942, Brereton fut nommé commandant député des forces aériennes dans le cadre de l'ABDACOM (American-British-Dutch-Australian Command) qui unifiait les forces alliées dans le sud-est de l'Asie et dans la zone sud-ouest du Pacifique. En juin 1942, il fut nommé commandant des forces aériennes au Moyen-Orient. Cette unité devint par la suite la 9th USAAF.
À la fin des opérations au Moyen-Orient, Brereton fut transféré avec son unité en Europe pour y poursuivre ses activités en octobre 1943. Les avions sous son commandement effectuèrent des raids sur les raffineries allemandes et les installations pétrolières à Ploieşti en Roumanie.
En août 1944, Brereton fut nommé commandant de la 1re armée aéroportée alliée, un poste qu'il assura jusqu'à la fin de la guerre en Europe.

### Retraite
Il prit sa retraite en 1948 après avoir été président du comité de liaison militaire pour la commission américaine à l'énergie atomique